# Icklesham
Icklesham är en ort och civil parish i Storbritannien.   Den ligger i grevskapet East Sussex och riksdelen England, i den sydöstra delen av landet, 90 km sydost om huvudstaden London. Icklesham ligger 52 meter över havet och antalet invånare är 2 804.
Terrängen runt Icklesham är platt. Havet är nära Icklesham åt sydost.  Närmaste större samhälle är Hastings, 9,5 km sydväst om Icklesham. 